# الغواصة الألمانية يو-605

كانت الغواصة الألمانية يو-605 عبارة عن غواصة الفئة السابع تم تصنيعها من أجل كريغسمارين البحرية النازية في ألمانيا للخدمة خلال الحرب العالمية الثانية. تم وضعها في 12 مارس 1941 من قبل بلوم أند فوس، هامبورغ في ساحة رقم 581، التي تم إطلاقها في 27 نوفمبر 1941 وتم تشغيلها في 15 يناير 1942.

## سجل الخدمة

### مصير
غرقتالغواصة في 14 نوفمبر 1942 في البحر الأبيض المتوسط في موقع بواسطة القاذفة من سلاح الجو الملكي البريطاني هدسون وفقد كل طاقمها.

## روابط خارجية
- Helgason، Guðmundur. "The Type VIIC boat U-605". German U-boats of WWII - uboat.net. مؤرشف من الأصل في 2019-12-12. اطلع عليه بتاريخ 2014-12-29.